# Siete de Abril (Argentina)
Siete de Abril es una localidad argentina ubicada en el departamento Burruyacú de la provincia de Tucumán. Se encuentra sobre la ruta nacional 34, a 1,5 km del límite con la provincia de Santiago del Estero. La villa nació a partir de una estación de ferrocarril.
En 2011 un grupo de 500 personas (equivalente a la mitad de la población de la comuna) cortó la Ruta 34 en reclamo por lo que consideraron fue un fraude electoral.
El nombre hace referencia al 7 de abril de 1840, fecha en la cual la provincia de Tucumán se alza contra la Confederación desconociendo el Gobierno de Juan Manuel de Rosas.

## Población
Cuenta con 492 habitantes (Indec, 2010), lo que representa un incremento del 12 % frente a los 439 habitantes (Indec, 2001) del censo anterior.
| Gráfica de evolución demográfica de Siete de Abril entre 1991 y 2010 |
|                                                                      |
| Fuente: Censos nacionales del INDEC                                  |